# 皮尔斯·勒帕热
皮尔斯·勒帕热（英語：Pierce LePage，1996年1月22日—），加拿大男子田径运动员，2018年英联邦运动会男子十项全能银牌得主、2019年泛美运动会男子十项全能铜牌得主、2022年世界田径锦标赛男子十项全能银牌得主。